# HD 66342
HD 66342 (V460 Car) è una stella gigante brillante rossa di magnitudine 5,18 situata nella costellazione della Carena. Dista 1045 anni luce dal sistema solare.

## Osservazione
Si tratta di una stella situata nell'emisfero celeste australe. La sua posizione è fortemente australe e ciò comporta che la stella sia osservabile prevalentemente dall'emisfero sud, dove si presenta circumpolare anche da gran parte delle regioni temperate; dall'emisfero nord la sua visibilità è invece limitata alle regioni temperate inferiori e alla fascia tropicale. La sua magnitudine pari a 5,2 fa sì che possa essere scorta solo con un cielo sufficientemente libero dagli effetti dell'inquinamento luminoso.
Il periodo migliore per la sua osservazione nel cielo serale ricade nei mesi compresi fra dicembre e maggio; nell'emisfero sud è visibile anche all'inizio dell'inverno, grazie alla declinazione australe della stella, mentre nell'emisfero nord può essere osservata limitatamente durante i mesi della tarda estate boreale.

## Caratteristiche fisiche
La stella è una gigante brillante rossa di tipo spettrale M1.5IIa; è classificata come variabile semiregolare in quanto la sua magnitudine oscilla tra la +3,15 e +3,30. Possiede una magnitudine assoluta di -2,35 e la sua velocità radiale positiva indica che la stella si sta allontanando dal sistema solare.